# Helvétek

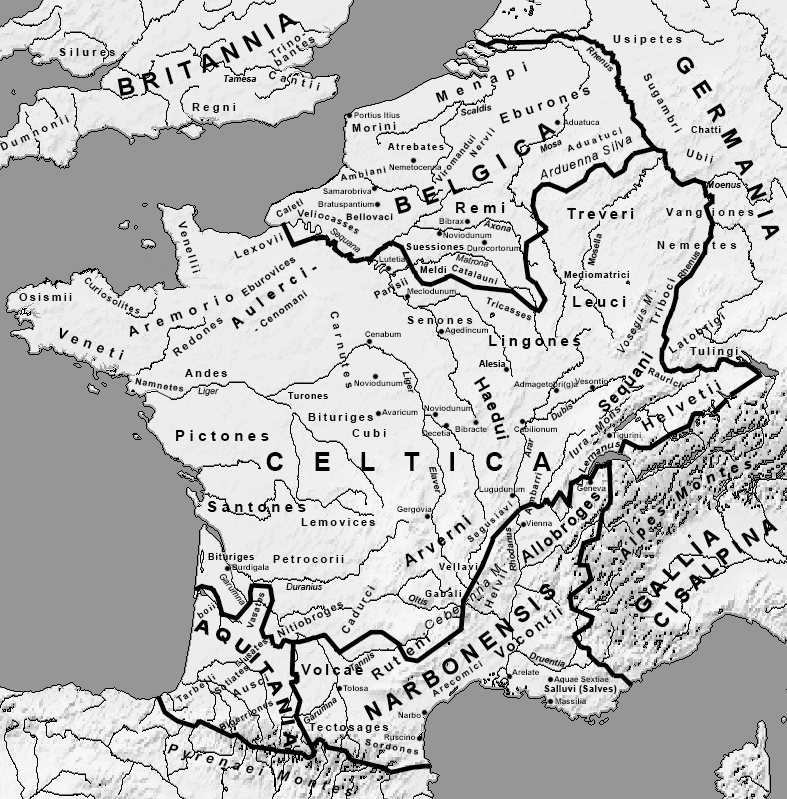
Gallia térképe, a helvétek pozíciójával az Észak-Alpokban

A helvétek (latinul Helvetii) a mai Svájc egykori kelta lakói. Az i. e. 1. században vándoroltak Germánia déli részéből az Alpok hegyei közé. A velük vívott harcról szólnak Julius Caesar „A gall háború” Commentarii de bello Gallico című könyvének első fejezetei.
A germán törzsek nyomása az új területen sem csökkent, ezért a helvétek Orgetorix vezetésével tovább akartak vonulni Galliába. (Caesar beszámolója szerint ezt nem külső nyomásra, hanem önszántából tette ez a háborúba szokott, harcias nép, azzal a szándékkal, hogy meghódítsák Galliát.) Gallia Narbonensis provincia már meghódolt gall lakói Caesart hívták segítségül az új ellenséggel szemben.
Caesar ebben az időben csak hat légióval, alig 29 000 emberrel rendelkezett, a helvétek azonban több százezren voltak. Caesar sietősen még két légiót toborzott.
Bár Orgetorix meghalt, a helvétek, hogy elszántságukat erősítsék és ne legyen visszatérés, felégették falvaikat, városaikat és mindazt, amit nem tudtak magukkal vinni, és elindultak Galliába.
Caesar olyan helyen találta a helvétek táborát, amelyet nehezen védhettek volna meg, ezért helyettesét, Labienust a tábor feletti hegy elfoglalására küldte két légióval, és arra készült, hogy ha Labienus éjfél felé elfoglalta a pozíciót, egyszerre támadnak. Caesar kémlelői azonban, P. Considius vezetésével, nem mertek elég közel menni, és úgy látták, a hegyet a gallok és nem Labienus tartja megszállva. Ezért Caesar nem támadt.
Másnap a helvétek tábort bontottak. Caesarnak két nap múlva gabonát kellett osztania a katonáknak, ezért nem követte a helvéteket, hanem megindult a közeli haeduus főváros, Bibrax (Bibracte) felé. A helvétek gyávaságnak vélték, hogy előző nap Caesar jobb pozíciója ellenére sem merte megtámadni őket, azt gondolták a római sereg visszavonul, ezért utánaeredtek. Caesar azonban, amint látta, mire készülnek, megfordította a légiókat, és nagy csatában tönkreverte a helvéteket.
Jó részüket megölték, kisebb részüket rabszolgának adták el, a nép egyik része pedig visszatért eredeti szállásterületeikre.
Caesar könyve szerint a győzelmek után átnyújtottak neki egy görög nyelvű feljegyzéseket tartalmazó írótáblát, amely a helvét táborból került elő. "A táblákon pontosan fel volt tüntetve, hány fegyverforgató férfi, hány gyermek, aggastyán és nő hagyta el hazáját. Eszerint a kivonulásban összesen kétszázhatvanháromezer helvét, harminchatezer tulingus, tizennégyezer latobicus, huszonháromezer rauracus és harminckétezer boius vett részt, vagyis egészében háromszázhatvannyolcezer fő, közülük körülbelül kilencvenkétezer fegyverforgató férfi. Caesar utasítására megszámlálták azokat is, akik visszatértek otthonukba: ezek száztízezren voltak."
Kr. e. 52-ben tízezer helvét csatlakozott Vercingetorix lázadó hadseregéhez.